# Françoise Mézières
Pour les articles homonymes, voir Mézières.
 (décembre 2011).
Françoise Mézières est une kinésithérapeute française (1909-1991), inventeuse du concept de chaîne musculaire et de la Méthode Mézières.

## Biographie
Mise à la porte du foyer familial à l'âge de 16 ans par un père autoritaire, la jeune fille doit s’assumer toute seule. Parallèlement à de nombreux petits boulots, elle s'essaye, avec succès, à l'escrime et à l'équitation. Véritable autodidacte, c'est presque par hasard qu'elle est amenée à entreprendre des études de kinésithérapie, tout en travaillant la nuit pour payer ses études.
Fruit de la Seconde Guerre mondiale et de l'épidémie de poliomyélite qui la suivit, la profession est naissante. L'optique de cette kinésithérapie originelle est fondée sur la récupération de la force musculaire, les grands blessés, puis les paralysés ne laissant guère d'autres options.
Par la suite, cette option thérapeutique se transforme en dogme, en pensée unique. Toutes les douleurs, toutes les dysfonctions sont attribuées à un hypothétique manque de force, toutes les déformations sont causées par une improbable inaptitude à résister à la néfaste gravité.
Les traitements ne consistent qu'à renforcer, encore et toujours. Les divergences entre les différentes écoles se cantonnant à des points de détail, des variantes autour du thème sans cesse revisité de la musculation et du gain de force.
Beaucoup plus tard, de nombreux posturologues et danseurs préconiseront d'utiliser la force de l'attraction terrestre ; non en s'y opposant ou résistant, mais en captant dans le sol cette énergie pour ensuite l'utiliser dans l'accomplissement du mouvement.
Françoise Mézières fait ses études à l'École Française d'Orthopédie et de Massage de la rue Cujas à Paris, sous la direction de Boris Dolto. Elle obtient son diplôme d'état à la veille de l'évacuation de Paris devant l'avancée des troupes allemandes. Elle y apprend les techniques de l'époque, en particulier la « gymnastique corrective », fondée exclusivement sur le renforcement musculaire.

## Naissance d'une méthode
Au lendemain de la guerre, l’école de la rue Cujas retrouve sa trace et lui demande de venir enseigner. Au printemps 1947, alors qu’elle vient juste de terminer la rédaction d’un opuscule, une sorte de compilation de la gymnastique médicale de l’époque, elle fait ce qu’elle appellera par la suite son « observation princeps ».

## Œuvres
Mézières n’a écrit que trois opuscules et quelques articles. Ils sont tous épuisés et son légataire universel ne les a pas fait rééditer. Un seul ouvrage retrace sa vie et son œuvre.
Livres
- La gymnastique statique, Paris, Vuibert, 1947.
- L’Homéopathie française, Ed. G. Doin, avril 1972, no 4 p. 195.
- Révolution en gymnastique orthopédique, Amédée Legrand et compagnie, 1949.
- Originalité de la Méthode Mézières, Maloine, 1984 (95) 15-16.

Articles
- « Le réflexe antalgique a priori » in Cahiers de la méthode naturelle 1970, p. 15-25
- « Méthodes orthopédiques et kinésithérapiques et fonction du sympathique » in Cahiers de la méthode naturelle 1971, p. 18-28 et même travail en communication présentée aux Journées de travail post-universitaire du CHF (octobre 1971)